# The Beginner's Guide
The Beginner's Guide é um jogo do gênero simulador de andar criado por Davey Wreden através do estúdio Everything Unlimited Ltd. O jogo foi lançado ao Microsoft Windows, OS X e Linux no dia 1 de outubro de 2015. Foi feito após o criticamente aclamado The Stanley Parable, o primeiro jogo do gênero criado por Wreden, lançado em 2011.
O jogo é narrado por Wreden e faz com que o usuário passe por um monte de cenários abstratos e incompletos de jogos criados por um desenvolvedor chamado Coda. Wreden desafia o jogador a tentar entender a personalidade de Coda explorando esses cenários em uma narrativa em primeira pessoa. Davey declarou que o final da narrativa é aberto a várias interpretações: muitos consideram que o jogo trata do relacionamento entre desenvolvedores de jogos e seus jogadores, enquanto muitos outros consideram tratar-se de uma alegoria das dificuldades pessoais de Wreden após o sucesso de The Stanley Parable.

## Jogabilidade
A jogabilidade em The Beginner's Guide é em primeira pessoa, permitindo o jogador a se mover, explorar e interagir com alguns elementos do ambiente a medida que ele progride na narrativa. O jogador ouve detalhes dos vários cenários que passa através do criador do jogo, Davey Wriden, que  descreve e faz conclusões a respeito de Coda, o desenvolvedor desses cenários. Algumas áreas possuem puzzles e diálogo, não havendo modo do jogador morrer ou cometer algum erro que o faça perder seu progresso. A narração é essencial para que o jogador passe certas partes que seriam insuperáveis do modo como feitas, como fazer surgir uma alavanca para que o jogador puxe e passe por uma porta, em determinado ponto do jogo. Quando os jogador termina um capítulo, tem a opção de retornar para qualquer um dos capítulos anteriores e, se desejar, desabilitar o narrador para que possa explorar as fases por si mesmo. O jogo possuí diversos elementos metaficcionais.

## Enredo
O conceito do jogo é baseado em tentar entender a natureza de alguém ao explorar arquivos e documentos no seu computador sem que nenhuma outra anotação, documentação ou mesmo conhecimento prévio dessa pessoa. Em The Beginner's Guide, o jogador, auxiliado pela narração de Wreden, procura entender a natureza de um desenvolvedor de jogos chamado Coda, o qual Wreden conheceu na Game Jam de 2009. Esse desenvolvedor é considerado enigmático, tendo criado muitos jogos conceituais que são estranhos, todos deletados, esquecidos ou armazenados. O jogador explora aqueles disponíveis, em sua maioria jogos de exploração desenvolvidos entre 2008 e 2011 e que estão meio concluídos, e é encorajado pela narração de Wreden a tentar imaginar o que a personalidade de Coda seria, baseando-se nesses peculiares e abstratos espaços e ideias jogáveis. A história segue a ordem cronológica de criação dos protótipos de Coda, mostrando a progressão de seu trabalho conforme ele vai aprendendo mais como desenvolvedor.
A narração de Wreden explica que ele foi inspirado por muitos dos conceitos dos jogos de Coda, fornecendo sua própria análise sobre muitos dos temas que ele percebeu estarem presentes neles. No entanto, Wreden nota que muitos dos jogos eram baseados em temas de prisões, isolamento e dificuldade de comunicação com os outros e como os jogos de Coda foram tomando um tom mais sombrio e demorando muito mais para serem produzidos, focando ainda mais em certo diálogo que sugeria que o desenvolvimento de jogos já não era mais uma atividade positiva para Coda. Wreden ficou preocupado, pois Coda estava se sentindo deprimido e sobrecarregado pelo seu trabalho, e assumiu a responsabilidade de mostrar alguns dos jogos conceituais de Coda para as pessoas e obter um bom feedback para ajudar a encorajá-lo a desenvolver mais projetos. Contudo, isso, por sua vez, levou Coda a se isolar. Em dado momento em 2011, Wreden acreditava que Coda tinha parado de fazer jogos, até lhe foi enviado um email com um link privado para um jogo final feito pelo desenvolvedor.
Esse jogo, com um design que contrasta com os outros feitos por Coda, inclui puzzles quase impossíveis e uma porta que não poderia ser aberta no jogo. Wreden decidiu usar várias ferramentas de programação para contornar os puzzles impossíveis e acabou em uma galeria com mensagens de Coda direcionadas a ele, pedindo que ele não falasse mais com ele e nem exibisse seus jogos para outros. As mensagens sugerem que Coda sentiu que Wreden confundiu o tom de seus jogos com um sinal de luta emocional e estava entendendo errado o porquê dele ter se envolvido no desenvolvimento de jogos, também acusando Wreden de modificar seus jogos para adicionar mais simbolismo, e que suas ações haviam o traído. Como resultado, Wreden se sentiu péssimo com o que fez e, assim, revela que o objetivo de The Beginner's Guide era tentar reconectar-se com Coda, compartilhando seus jogos com o público em geral e esperando pedir desculpas por suas ações.

## Desenvolvimento
The Beginner's Guide foi desenvolvido com o moto gráfico Source, que acabou servindo como parte de um comentário de Wriden em um determinado ponto do jogo, no qual ele reclama das limitações do motor. Davey declarou que não pretende dar declarações à mídia sobre o jogo, deixando-o falar por si mesmo.
O jogo foi anunciado por Davey Wreden dois dias antes de seu lançamento oficial no dia 1º de outubro. Foi desenvolvido pelo próprio Wreden; seu co-cridor de The Stanley Parable, William Pugh, estava engajado em criar seu próprio estúdio e trabalhando com Justin Roiland, o co-criador de Rick and Morty, em um jogo de exploração: Dr. Langeskov, The Tiger, and The Terribly Cursed Emerald: A Whirlwind Heist.